# Dizzard Point
Dizzard Point är en udde i Storbritannien.   Den ligger i riksdelen England, i den södra delen av landet, 300 km väster om huvudstaden London.
Terrängen inåt land är lite kuperad. Havet är nära Dizzard Point åt nordväst. Runt Dizzard Point är det ganska tätbefolkat, med 70 invånare per kvadratkilometer. Närmaste större samhälle är Bude, 8,3 km nordost om Dizzard Point. Trakten runt Dizzard Point består i huvudsak av gräsmarker.